# Mazal Tov
Pour l’article homonyme, voir Mazel Tov ou le Mariage.
« Mazal Tov ! », ou « Mazel tov ! », est une interjection hébraïque (מזל טוב!) qui au sens strict se traduit par « Bonne chance ! ». Le destin (« mazal » en hébreu, « mazel » en yiddish) étant dans la tradition juive porteuse de plus ou moins de chance, l'expression signifie donc littéralement « Bon destin ! ».

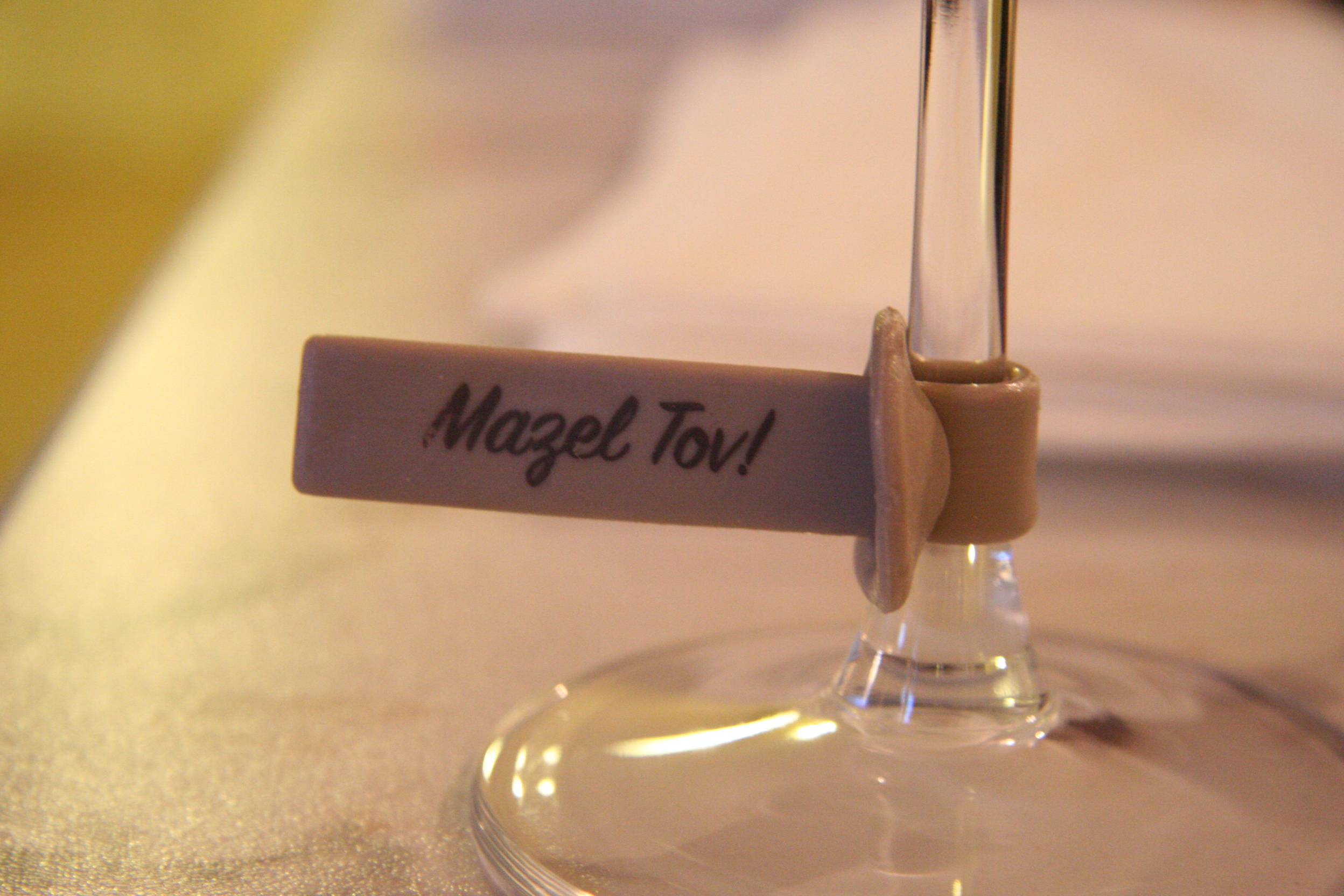
Mazel Tov ! écrit au pied d'un verre de vin.

"Mazal" ne doit pas être confondu avec "Cohav" qui signifie littéralement étoile en hébreu. Le sens du mot "Mazal" est à prendre au sens de destinée comme l'expression "une bonne étoile".
Chez les juifs  on souhaite toujours à un enfant d'être né « sous une bonne étoile », donc de démarrer sa vie en étant accompagné par assez de chance tout au long de son existence. Là où dans le cercle de certaines familles on est enclin à lancer « Félicitations ! » aux parents d'un nouveau-né, dans une famille juive on clame « Mazel Tov ! » (chez les juifs ashkenazes) ou « Mazal Tov ! » (chez les juifs séfarades) à l'enfant et plus indirectement à ses parents. Par abus de langage, il est donc permis de dire que « Mazal Tov ! » ou « Mazel Tov ! » peut se traduire par « Félicitations ! » dans le cadre de la naissance d'un enfant. La traduction reste malgré tout un abus de langage car si « Félicitations ! » s'adresse aux parents d'un nouveau-né, « Mazal Tov ! » ou « Mazel Tov ! » s'adresse plutôt à l'enfant lui-même, car c'est toujours à la personne directement concernée qu'on souhaite d'être accompagnée d'une bonne étoile.
Comme toutes bénédictions, cette expression « Mazal Tov ! » ou « Mazel Tov ! » est souvent prononcée à l'occasion d'autres fêtes telles que les mariages et les Bar Mitzvah, parfois en élevant la voix et les bras, et il est d'usage de serrer la main de la personne à qui on le souhaite.